# Fockbek
Fockbek (dansk: Fokbæk) er en kommune og administrationsby i det nordlige Tyskland, beliggende i Amt Fockbek under Kreis Rendsborg-Egernførde. Kreis Rendsborg-Egernførde ligger i den centrale del af delstaten Slesvig-Holsten.

## Geografi
Fockbek ligger lige vest for Rendsborg hvor Bundesstraße 202 udgår fra Bundesstraße 203. Den fiskeformede Fockbeker See (også Armensee) ligger i kommunen.

## Erhvervsliv
I Fockbek ligger Hobby-Wohnwagenwerke, der er blandt verdens største fabrikanter af campingvogne.